# Messey-sur-Grosne
Messey-sur-Grosne là một xã ở tỉnh Saône-et-Loire trong vùng Bourgogne-Franche-Comté nước Pháp.
Sông Grosne chảy qua xã này.

## Thông tin nhân khẩu
Theo điều tra dân số năm 1999, xã này có dân số 626 người.
Ước tính dân số năm 2007 là 723 người.